# Joaquín Vidal Munárriz
Joaquín Vidal Munárriz fou militar navarrès que va lluitar en la Guerra Civil espanyola a favor de la República. Es va destacar per les seves accions militars en Biscaia. Era originari de Pamplona.

## Guerra Civil espanyola

### Front Nord
El juliol del 1936 era tinent coronel, cap del batalló de muntanya Garellano núm. 6 de guarnició a Bilbao. El 20 de juliol dirigí una columna que surt de Bilbao cap a Vitòria, però un bombardeig aeri el 22 la desorganitza, romanent a la defensiva enfront de Legutiano. L'1 d'octubre de 1936 és ascendit a coronel.
No participa en l'atac sobre Legutiano d'Àlaba, encara que substitueix Cueto cap al 10 de desembre de 1936, en els últims compassos de la batalla.
A principis de 1937 està al comandament del Front de Guipúscoa (sectors de Lekeitio, Markina-Xemein, Eibar, Elgeta i Elorrio). Quan a la fi de març es modifiquen les denominacions de les unitats, passa a manar la 2a Divisió basca, amb la qual participa en la campanya de Biscaia, tenint una actuació destacada. A mitjan juny de 1937, després de la caiguda de Bilbao el 19 de juny, és substituït per Nino Nanetti, passant Vidal a manar els serveis de rereguarda i de transport. Abans d'acabar el mes de juny és nomenat cap del I Cos d'Exèrcit d'Euskadi, ja a terres càntabres, en el qual romandrà fins a finals de juliol, sent substituït per Adolfo Prada Vaquero. Durant l'ofensiva sobre Santander ocuparà càrrecs com la defensa de costes i la defensa de la ciutat de Santander.

### Zona centre
El 15 de novembre de 1937, ja a la zona centre, és nomenat cap del XIX Cos d'Exèrcit a Llevant, no participant en la batalla de Terol per quedar defensant la comarca a l'oest de la ciutat. En aquest lloc estarà fins al final de la guerra, sense acció digna d'esment. El 26 de juny de 1938 se li atorgaria la Medalla del Valor. Al març de 1939, ja al final de la guerra, recolzarà la revolta del Coronel Casado.